# Kastnerklause

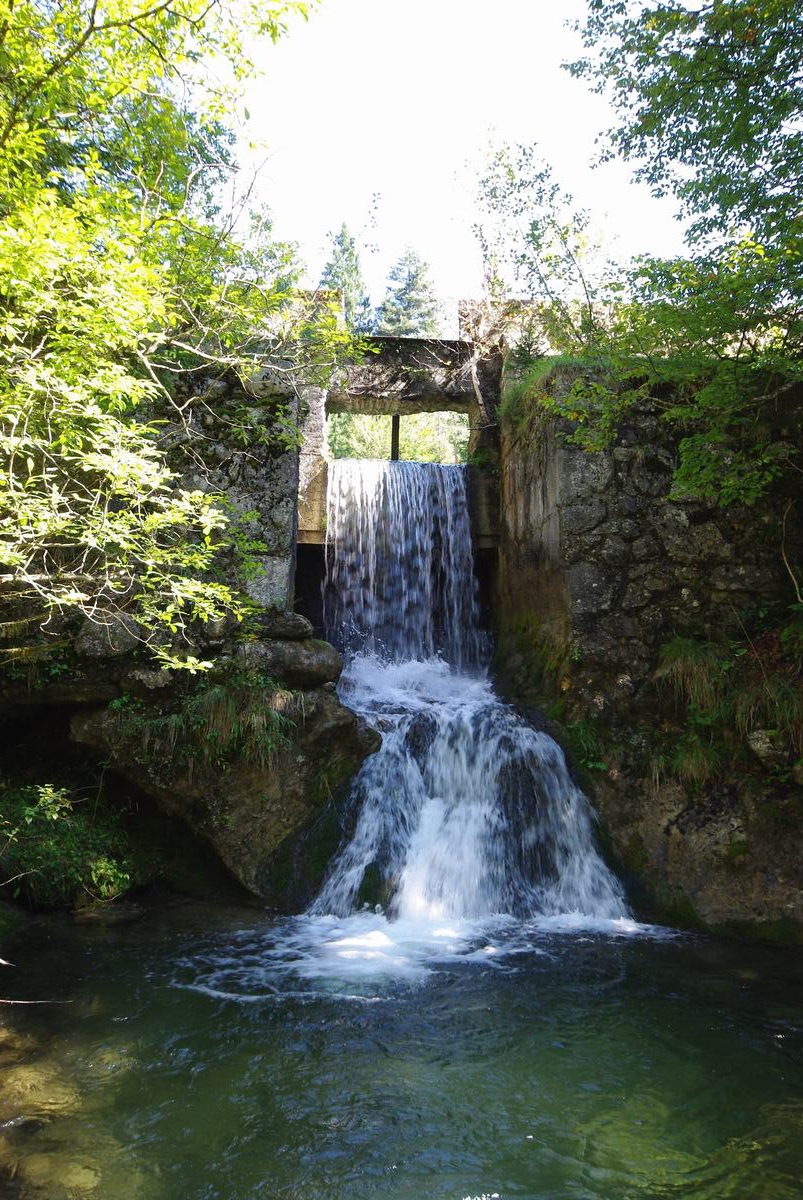
Kastnerklause

Die Kastnerklause (auch: Stabachklause) ist eine Klause auf dem Gebiet der Gemeinde Schneizlreuth.
Die Klause steht unter Denkmalschutz und ist unter der Nummer D-1-72-131-11 in die Bayerische Denkmalliste eingetragen.

## Baubeschreibung
Bei der Kastnerklause handelt es sich um ein Triftwehr, das aus Kalkstein besteht.

## Geschichte
Die Kastnerklause wurde 1780 errichtet.
In den Jahren 1811/12 lieferte das Revier um die Kastnerklause 250 Klafter Holz an die Saline in Reichenhall.

## Lage
Die Kastnerklause befindet sich im Stabach direkt an der Jochbergstraße auf einer Höhe von 635 m ü. NHN.